# Alfred des Essarts
Alfred Stanislas Langlois des Essarts (Passy, 9 août 1811 - Clermont-Ferrand, 16 mai 1893) est un poète, traducteur, auteur dramatique et écrivain français, père d'Emmanuel des Essarts. 

## Biographie
Alfred Stanislas Langlois des Essarts est le fils du général Pierre Langlois des Essarts.
Conservateur à la Bibliothèque Sainte-Geneviève à Paris, journaliste à La France littéraire et à L’Écho français, on lui doit, entre autres, des feuilletons, des romans, des chansons et des poésies. Ses pièces de théâtre ont été représentées au Théâtre-Français et au Théâtre du Vaudeville.
Il traduit aussi, du russe, pour les éditions Franck les Mémoires de la princesse Daschkoff, dame d'honneur de Catherine II (1859) et de l'anglais, pour Hachette, plusieurs œuvres de Charles Dickens comme Vie et aventures de Martin Chuzzlewit (1866) et Le Magasin d'antiquités (1876).
À la retraite, il se retire à Clermont-Ferrand auprès de son fils Emmanuel ; il y meurt en son domicile, 22 rue Delarbre, le 16 mai 1893. Il était chevalier de la Légion d'honneur.

## Œuvres
- Le Donjon de Vincennes, Les marchands de nouveautés, 1830
- 1812. Le Prisonnier de guerre en Russie, Poussielgue, 1837
- Influence de la civilisation chrétienne en Orient, poésie, Maulde et Renou, 1841
- Une perle dans la mer, roman, 2 vol, Lachapelle, 1841
- Le Lord bohémien, 2 vol, Ch. Lachapelle, 1842
- Le Monument de Molière, poésie, Lange-Lévy et Cie, 1843
- Le Pénitent, légende, Lange-Lévy, 1843
- Le Chant de la syrène, mélodie, musique d'Oscar Comettant, 1844
- Sous les ombrages, simples récits, Janet, 1845
- Adhémar, feuilleton de La Patrie, 1846
- Les Chants de la jeunesse, suivi du Livre des pleurs, poésies, Janet, 1846
- Jeanne d'Arc, scène et air, musique de Comettant, 1846
- Une mésalliance, feuilleton, 1846
- La Plainte d'Ariane, mélodie dramatique pour soprano, musique de Comettant, 1846
- Andréas et Béatrice, histoire vénitienne, feuilleton de La Sylphide, 1847
- L'Univers illustré, géographie vivante, Janet, 1847
- La Pervenche, livre des salons, avec Marie Aycard et Émile Deschamps, L. Janet, 1848
- Frère et Sœur, Arpin, 1849
- Un héros de roman, feuilleton, 1849
- Le Trésor de l'émigré, feuilleton, 1849
- La Ligue des amants, comédie en un acte, en vers, 1849[2]
- Julie de Fenestranges, feuilleton, 1850
- Marcello, feuilleon, 1850
- La Comédie du monde, Comptoir des imprimeurs-unis, 1851
- Une invasion de cosaques, feuilleton, de Vigny, 1851
- Annunziata, De Vigny, 1852
- Sélim, feuilleton, 1852
- La Gerbe, de Soye et Bouchet, 1853
- La Noix dorée, comédie-vaudeville en 1 acte, avec Lucien Duval, 1853[3]
- Récits historiques, Le Clère, 1854
- Portraits biographiques et critiques des hommes de la guerre d'Orient, Garnier frères, 1855
- Les Cœurs dévoués, Jourdan, 1855
- Légendes célestes, Le Clère : Reichel et Cie, 1855
- Sous la neige, chacun son récit, avec Philibert Audebrand, Jules Rostaing, Maurice Alhoy et Louise Leneveux, Janet, 1855
- Les Restes de saint Augustin rapportés à Hippone, poème, de Soye et Bouchet, 1856
- La Femme de l'espion, feuilleton, 1856
- La Petite Poucette, histoire vraie, Janet, 1857
- Dix peintres célèbres, Le Clère, 1857
- Les Masques d'or, roman de mœurs contemporaines, Leleux, 1858
- Le Tour du cadran, simples récits, Vermot, 1858
- François de Médicis, roman historique, Hachette, 1858
- Neuf peintres célèbres, 2e série, Le Clère, 1858
- Lectures d'hiver, Le Clère, 1859
- La Poursuite de l'Idéal, comédie fantastique, 1859
- Le Marché aux consciences, Lécrivain et Toubon, 1860
- La Guerre des frères, Poulet-Malassis, 1861
- Une petite fille de Robinson, Janet, 1861
- Contes pompadours, Dentu, 1862
- Les Célébrités françaises, Vermot, 1862
- Les Deux Veuves, Maillet, 1862
- Les Grands Peintres, Vermot, 1862
- Les Fêtes de nos pères, Dupray de La Mahérie, 1862
- Valentin, ou la Femme du mousse, Janet, 1863
- Le Père la morale, veillées de village, Martinet, 1863
- Souffrir c'est vaincre, Dupray de La Mahérie, 1863
- Guignol, livre de la jeunesse, Dupray de La Mahérie, 1863-1864
- Les Grands Inventeurs anciens et modernes, Magnin, Blanchard et Cie, 1864
- Le Champ de roses, récit de village, E. Maillet, 1865
- Marthe, E. Maillet, 1866
- Le Roman des mères, feuilleton du Figaro, 1867
- Chanson d'une mère !, berceuse, musique de Joseph O'Kelly, 1868
- Le Marquis de Roquefeuille, Maillet, 1868
- La Richesse des pauvres, suivie du Mau-Jaunens, légende limousine, Bray, 1869
- Le Champ de roses, récit de village, Dillet, 1869
- L'Enfant volé, 2 vol, Vaton frères, 1870
- La Force des faibles, Dillet, 1870
- Les Masques d'or, roman de mœurs contemporaines, Lachaud, 1870
- Le Meneur de loups, récit de village, Lecoffre fils, 1877
- Le Roman d'un vieux garçon, Olmer, 1879
- Triste sommeil, triste réveil, musique de Jean-Baptiste Weckerlin, Durand, Schoenewerk & Cie, 1879
- Récits légendaires, Mame, 1880
- Pulcinella, reflet d'Italie, Grand-Montrouge : Librairie d'éducation, 1882
- De l'aube à la nuit, Pétrot-Garnier, 1882
- La Grâce d'un père, Grand-Montrouge : Librairie d'éducation, 1882
- La Muse du sonnet, sonnets, avec Clovis Hugues et Achille Millien, 1884
- L'Âme du violon, Hatier, 1892
- Le Soir, chant d'oiseaux, avec Charles Lopis, musique d'Aloys Claussmann, 1892